# Distrito de Gadchiroli
Gadchiroli (en maratí; गडचिरोली जिल्हा ) es un distrito de India, parte de la división de Nagpur en el estado de Maharastra . 
Comprende una superficie de 14 412 km².
El centro administrativo es la ciudad de Gadchiroli.

## Demografía
Según censo 2011 contaba con una población total de 1 071 795 habitantes.